# Electric President
Electric President ist eine Indietronic-Gruppe aus Jacksonville (Florida). Ihr wird eine stilistische Nähe zu The Postal Service nachgesagt.

## Bandgeschichte
Gegründet wurde die Gruppe im Jahr 2003 als „Radical Face Versus Phalex Sledgehammer“, nachdem sich die vorherige Formation „Helicopter Project“ auflöste. Radical Face ist der Name von Ben Coopers Soloprojekt. Es entstanden drei Alben, die jedoch nicht überregional vertrieben wurden. Beachtung auch in der internationalen Musikpresse erfuhr die Band erst nach der Veröffentlichung des Albums Electric President, das vom Berliner Label Morr Music erfolgreich vertrieben wurde. 2008 folgte das Album Sleep well.

## Diskografie
unter dem Bandnamen „Electric President“
- Electric President (2005, Morr Music)
- You Have The Right To Remain Awesome: Vol. 1/2 (2006, Morr Music)
- Sleep well (2008, Morr Music)
- The Violent Blue (2010, Fake Four Inc.)

unter dem alten Bandnamen „Radical Face Versus Phalex Sledgehammer“
- You Look Like Michael Jackson?
- Crooked Teeth
- Typecast